# Бакай (Полтавський район)
Бака́й — село в Україні, у Решетилівській міській громаді Полтавського району Полтавської області. Населення становить 205 осіб. До 2020 орган місцевого самоврядування — Малобакайська сільська рада.

## Географія
Село Бакай лежить на березі пересихаючої річечки. Примикає до колишнього села Гришки, на відстані 1 км розташоване село Малий Бакай. Поруч проходить автомобільна дорога М03.

## Населення

### Мова
Розподіл населення за рідною мовою за даними перепису 2001 року:
| Мова       | Кількість | Відсоток |
| ---------- | --------- | -------- |
| українська | 198       | 96.59%   |
| російська  | 7         | 3.41%    |
| Усього     | 205       | 100%     |

## Назва
Назва походить від народного географічного терміна бакай— «глибока западина», яма в річці, у ставку; баюра, глибока баюра в балці; яма в болоті. Термін слов'янського походження.

## Історія
12 червня 2020 року, відповідно до розпорядження Кабінету Міністрів України № 721-р «Про визначення адміністративних центрів та затвердження територій територіальних громад Полтавської області», село увійшло до складу Решетилівської міської громади.
19 липня 2020 року, в результаті адміністративно - територіальної реформи та ліквідації Решетилівського району, село увійшло до складу новоутвореного Полтавського району Полтавської області.